# Oleg Kuleshov (esquiador)
Oleg Kuleshov (en bielorruso: Олег Кулешов; Minsk, 20 de agosto de 1976) es un deportista bielorruso que compitió en esquí acrobático. Ganó una medalla de bronce en el Campeonato Mundial de Esquí Acrobático de 1997, en la prueba combinada.

## Medallero internacional
| Campeonato Mundial | Campeonato Mundial | Campeonato Mundial | Campeonato Mundial |
| Año                | Lugar              | Medalla            | Competición        |
| ------------------ | ------------------ | ------------------ | ------------------ |
| 1997               | Nagano (Japón)     | Medalla de bronce  | Combinada          |